# Prince Bira
Prince Bira, születési nevén Birabongse Bhanutej Bhanubandh (Bangkok, 1914. július 15. – London, 1985. december 23.) thaiföldi autóversenyző, Formula–1-es pilóta és olimpikon vitorlázó, a thai királyi család tagja.

## Teljes Formula–1-es eredménysorozata
(Táblázat értelmezése)

(Félkövér: pole-pozícióból indult; dőlt: leggyorsabb kört futott) 

| Év   | Csapat                    | Kaszni           | Motor                  | 1      | 2     | 3      | 4      | 5      | 6      | 7      | 8      | 9      | Helyezés | Pont |
| ---- | ------------------------- | ---------------- | ---------------------- | ------ | ----- | ------ | ------ | ------ | ------ | ------ | ------ | ------ | -------- | ---- |
| 1950 | Enrico Platé              | Maserati 4CLT/48 | Maserati Straight-4 s  | GBR Ki | MON 5 | 500    | SUI 4  | BEL    | FRA    | ITA Ki |        |        | 8.       | 5    |
| 1951 | "B. Bira"                 | Maserati 4CLT/48 | OSCA V12               | SUI    | 500   | BEL    | FRA    | GBR    | GER    | ITA    | ESP Ki |        | -        | 0    |
| 1952 | Equipe Gordini            | Gordini Type 15  | Gordini Straight-4 s   | SUI Ki | 500   | BEL 10 |        |        |        |        |        |        | -        | 0    |
| 1952 | Equipe Gordini            | Gordini Type 16  | Gordini Straight-6     |        |       |        | FRA Ki | GBR 11 | GER    | NED    | ITA    |        | -        | 0    |
| 1953 | Connaught Motorering      | Connaught Type A | Lea-Francis Straight-4 | ARG    | 500   | NED    | BEL    | FRA Ki | GBR 7  | GER Ki | SUI    |        | -        | 0    |
| 1953 | Scuderia Milano           | Maserati A6GCM   | Maserati Straight-6    |        |       |        |        |        |        |        |        | ITA 11 | -        | 0    |
| 1954 | Officine Alfieri Maserati | Maserati A6GCM   | Maserati Straight-6    | ARG 7  | 500   |        |        |        |        |        |        |        | 17.      | 3    |
| 1954 | "B. Bira"                 | Maserati 250F    | Maserati Straight-6    |        |       | BEL 6  | FRA 4  | GBR Ki | GER Ki | SUI    | ITA    | ESP 9  | 17.      | 3    |